# Marson-sur-Barboure
Marson-sur-Barboure – miejscowość i gmina we Francji, w regionie Grand Est, w departamencie Moza.
Według danych na rok 1990 gminę zamieszkiwały 52 osoby, a gęstość zaludnienia wynosiła 9 osób/km² (wśród 2335 gmin Lotaryngii Marson-sur-Barboure plasuje się na 993. miejscu pod względem liczby ludności, natomiast pod względem powierzchni na miejscu 939.).